# Misumenops varius
Misumenops varius es una especie de araña cangrejo del género Misumenops, familia Thomisidae. Fue descrita científicamente por Keyserling en 1880.

## Distribución
Esta especie se encuentra en Colombia.